# Guisma
Guisma est une commune rurale située dans le département d'Ipelcé de la province du Bazèga dans la région du Centre-Sud au Burkina Faso.

## Géographie
La commune est traversée par la route nationale 6.

## Santé et éducation
Guisma accueille depuis quelques années un centre de santé et de promotion sociale (CSPS).